# Podostena rileyi
Podostena rileyi är en skalbaggsart som beskrevs av Henry Fuller Howden 1997. Podostena rileyi ingår i släktet Podostena och familjen Melolonthidae. Inga underarter finns listade i Catalogue of Life.